# Gunnesby
Gunnesby is een plaats in de gemeente Göteborg in het landschap Bohuslän en de provincie Västra Götalands län in Zweden. De plaats heeft 90 inwoners (2005) en een oppervlakte van 18 hectare. De plaats ligt op het eiland Hisingen. De stad Göteborg ligt circa zeven kilometer ten zuiden van het dorp. Er loopt een spoorweg door Gunnesby er is echter geen treinstation, het dichtstbijzijnde treinstation is in de minder dan een kilometer ten zuiden van Gunnesby gelegen plaats Säve.